# Mapař

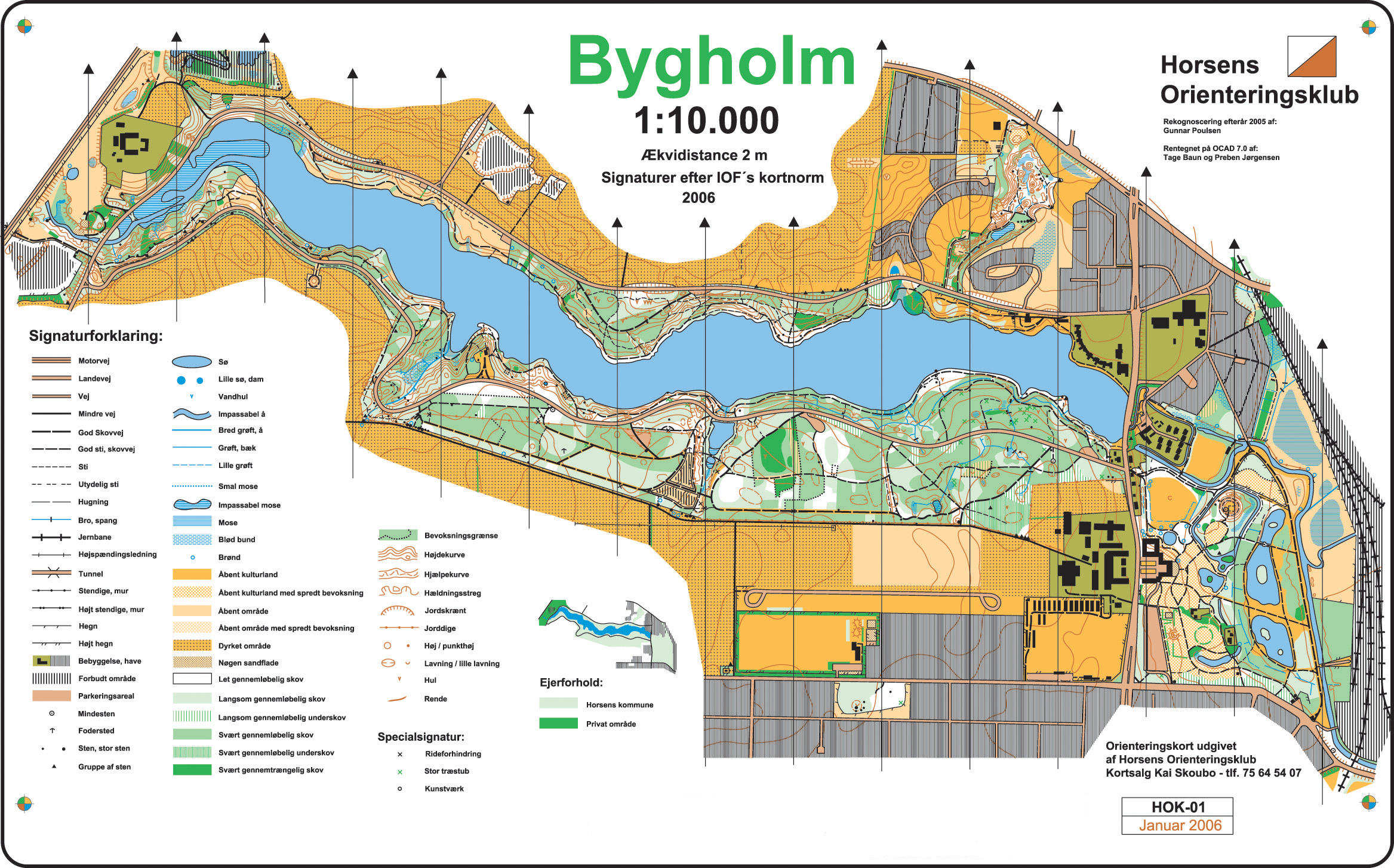
Výsledek práce mapaře - mapa pro orientační běh

Mapař je oborové označení tvůrce map pro orientační běh. Slovo je odvozeno od výrazu mapování, což je v tomto případě specifická činnost podobná práci zeměměřiče. Mapař důkladně a systematicky prochází mapovaný prostor a do pracovních podkladů zaznamenává všechny prvky v terénu, které později přenese do výsledného mapového díla. Mapař především měří vzdálenosti a délky bodových a liniových objektů (zpravidla krokováním, tj. měřením pomocí délky kroků) a jejich azimuty (úhly pomocí buzoly) tak, aby výsledné dílo co nejvěrněji odráželo skutečnost.
Mapař zpravidla ve druhé fázi provádí činnost kartografa, když své měření převádí na výsledné mapové dílo s přesně stanoveným mapovým klíčem. Dříve se jednalo o překreslování tuší na fólie pro tisk, dnes je práce plně převedena na stolní počítače. K překreslování mapy do počítače (tj. digitalizaci mapy) se používá nejčastěji program OCAD. Dalšími programy jsou Openorienteering Mapper, Momap a System Asmund.

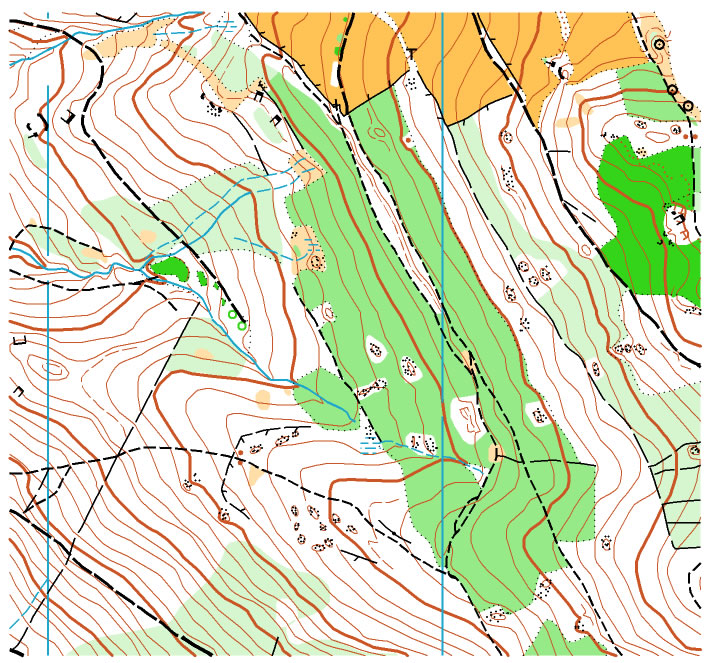
Detailní část mapy, středně náročná na pracnost

Činnost mapaře je zpravidla časově velmi náročná a je závislá na povaze mapovaného území, kterým je zpravidla les. Pro představu: mapování 1 km² trvá cca 40 h (běžný les) až po 200 h (skalnaté území). Samotné překreslování pracovních podkladů na stolním počítači je zpravidla 1/3 doby strávené v terénu.
Práce mapařů, tj. tvorba map pro orientační běh, je jedna z nejdůležitějších činností pro tento sport.